# Александр Комин, граф Бьюкен
Александр Комин (англ. Alexander Comyn, умер в 1289) — шотландский аристократ, 6-й граф Бьюкен.

## Биография
Александр Комин был англо-шотландским бароном и одной из наиболее важных фигур в истории Шотландии XIII века. Он был сыном Уильяма Комина, по праву жены (jure uxoris) графа Бьюкена, и Марджори, наследницы последнего кельтского графа Бьюкена, Фергюса. В течение своей длительной карьеры Комин занимал посты юстициария (1258—1289) и констебля (1275—1289) Шотландии, шерифа Вигтоуна (1263—1266) и Дингвалла (1264—1266), бэйлли Инвери (в Кнойдарте) и ко всему прочему Хранителя Шотландии во время первого междуцарствия, последовавшего вслед за смертью короля Александра III (1286—1289). Он умер после 10 июля 1289 года.

## Семья
У Александра было по крайней мере 8 детей от его жены Елизаветы, дочери Роджера де Квинси, 2-го графа Уинчестера:
- Джон, наследовавший Александру как граф Бьюкен;
- Роджер;
- Александр;
- Уильям, провост церкви Святой Марии в Сент-Эндрюсе;
- Марджори, замужем за Патриком, 8-м графом Данбар;
- Эмма, замужем за Мэлайзом III, графом Стратэрна;
- Елизавета, замужем за Гилбертом де Умфравиллем, 1-м графом Ангуса;
- Елена.

Одна из дочерей Александра Комина (возможно, её нет в списке) была замужем за Николасом де Соулисом.